# Karel Plíhal
Karel Plíhal (* 23. srpna 1958 Přerov) je český kytarista, zpěvák, skladatel, textař, básník, hudební režisér a aranžér.
Vystudoval Střední průmyslovou školu strojnickou v Olomouci, poté pracoval jako konstruktér, topič v olomouckém divadle a nakonec se stal písničkářem, ačkoli nemá hudební vzdělání. Na kytaru hraje od patnácti let. Nejprve hrál v olomouckých undergroundových country-swingových kapelách Hučka, Falešní hráči a Plíharmonyje. První sólové vystoupení měl v roce 1983. Mezi léty 1985 a 1993 spolupracoval s Emilem Pospíšilem a v letech 1995–1999 ho doprovázel Petr Freund. Karel Plíhal je čtyřnásobný držitel ceny soutěžního hudebního festivalu Porta.
Složil hudbu k řadě inscenací Moravského divadla Olomouc, mimo jiné k inscenacím Zlatovláska, Sluha dvou pánů, Láska dona Perlimplína a vášnivost Belisina, Manon Lescaut, Cyrano de Bergerac, Zimní pohádka, O umučení a slavném vzkříšení Pána a Spasitele našeho Ježíše Krista, Giroflé-Giroflá. Zhudebnil některé Kainarovy básně, režíroval nahrávání alb, např. Jarka Nohavici, Petra Fialy, bratří Ebenů či Bokomary.
V roce 2006 vydal výběr svých básní Jako cool v plotě doprovozených ilustracemi humoristy a karikaturisty Miroslava Bartáka. Za své album Vzduchoprázdniny, které vyšlo v roce 2012, získal Cenu Anděl v kategorii Folk & Country.
Po zdravotní přestávce, způsobené fokální dystonií, která mu zabraňovala ve hře na kytaru, jej začal v roce 2018 na koncertech doprovázet kytarista Petr Fiala. Sám začal místo na kytaru hrát na mandolu.
Karel Plíhal je velmi plachý člověk. Jeho plachost či úzkost vlídně karikuje film Rok ďábla. Na koncertech řeší blízkost obecenstva například tím, že má reflektory nastavené proti očím, aby posluchače neviděl zřetelně.
„Originální projev ještě podtrhují drobné verše, kterými Plíhal prokládá celé vystoupení. Reflektují drobnosti každodenního života a pointa pokaždé publikum sklátí smíchy. … A když se vrátí podepsat své knihy, je z něj znovu nesmělý a tichý muž, co by raději nebyl. Ale to by byla velká škoda.“ 
Obdržel Cenu města Olomouce za rok 1998 v oblasti hudba.

## Diskografie
- Karel Plíhal (1985)

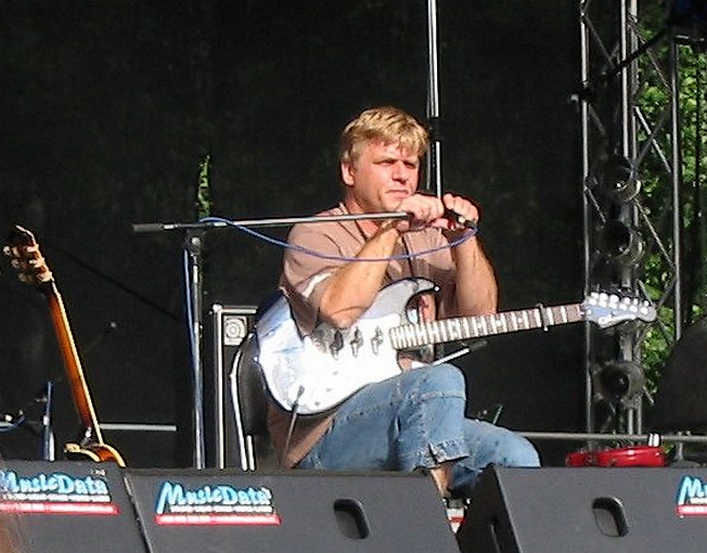
Karel Plíhal na koncertě (2004)

- Imaginární hospoda (1986) – EP spolu se Slávkem Janouškem a Nerezem
- Karel Plíhal…Emil Pospíšil… (1989)
- Karel Plíhal 1985–89 (1992) – souborné vydání dvou předchozích desek + bonus
- Takhle nějak to bylo... (1992)
- Králíci, ptáci a hvězdy (1996)
- Sova sněžná (2000) – singl
- Kluziště (2000)
- Rok ďábla (2002) – soundtrack stejnojmenného filmu, Plíhal však zastoupen málo
- Nebe počká (2004) – písňové texty Josefa Kainara
- Karel Plíhal v Telči (2005)
- Karel Plíhal v Olomouci (2005)
- Vzduchoprázdniny (2012)
- Skříň s beduíny (Výběr z let 1990–2005) (2015)
- Alba a bonusy 1984-1990 (2018) – souborné vydání prvních dvou desek + bonusy (Porta, Dostavník, Folkové vánoce)

Písní Vosa je také zastoupen na sampleru 50 miniatur (2007).

### Bootlegy
- Plíharmonyje (záznam z koncertu, oficiálně nevydáno)
- Mávej, mávej (záznam z koncertu, oficiálně nevydáno)

### Film
- 1998: Na plovárně, rozhovor s Markem Ebenem
- 2000: Legendy folku a country (TV seriál)
- 2002: Rok ďábla, film, režie Petr Zelenka, 88 minut
- 2004: ČT Live – Karel Plíhal (koncert)
- 2005: Karel Plíhal – V Telči (koncert)